# Octopus bocki
Octopus bocki är en bläckfiskart som beskrevs av Adam 1941. Octopus bocki ingår i släktet Octopus och familjen Octopodidae. Inga underarter finns listade i Catalogue of Life.